# Jef Ulburghs
Jef Ulburghs (Zolder, 9 juni 1922 – Heusden-Zolder, 31 augustus 2010) was een Belgische priester en politicus.
Hij zette zich actief in voor mijnwerkers, staalarbeiders, migranten, politieke vluchtelingen, verloederde buurten en de derde wereld. Hij genoot internationale waardering als vredesactivist. Hij werkte in de traditie van negentiende-eeuwse priesters die hun religieus engagement verbonden met de maatschappelijke strijd van armen en lagere sociale klassen. Zoals Adolf Daens deed hij dat buiten de lijnen die de katholieke kerk daarvoor uittekende en ook stapte hij in de formele politiek. Waarin hij kleurrijk verschilde, was zijn inpassing in het eigen tijdsfragment. Ulburghs functioneerde in de jaren zeventig tussen sociale strijd en sociaal werk in.

## Biografie

### Jeugd
Jef Ulburghs stamde uit een landbouwers- en middenstandsgezin. Hij was de jongste van zes kinderen en groeide op in Zolder. Vader Ulburghs was een veehandelaar en promotor van de plaatselijke coöperatieve melkerij en een aan- en verkooporganisatie voor de plaatselijke boeren.
Na het volgen van de Grieks-Latijnse humaniora aan het Sint-Jozefscollege van Beringen, waar hij in 1941 afstudeerde, besloot Ulburghs om priester te worden, geïnspireerd door de ideeën van KAJ-boegbeeld Jozef Cardijn. Van 1941 tot 1943 volgde hij studies filosofie aan het Klein-Seminarie van Sint-Truiden en vanaf 1943 studies theologie aan het Groot-Seminarie van Luik, waar hij in 1947 afstudeerde.

### De Waalse jaren (1947-1969)

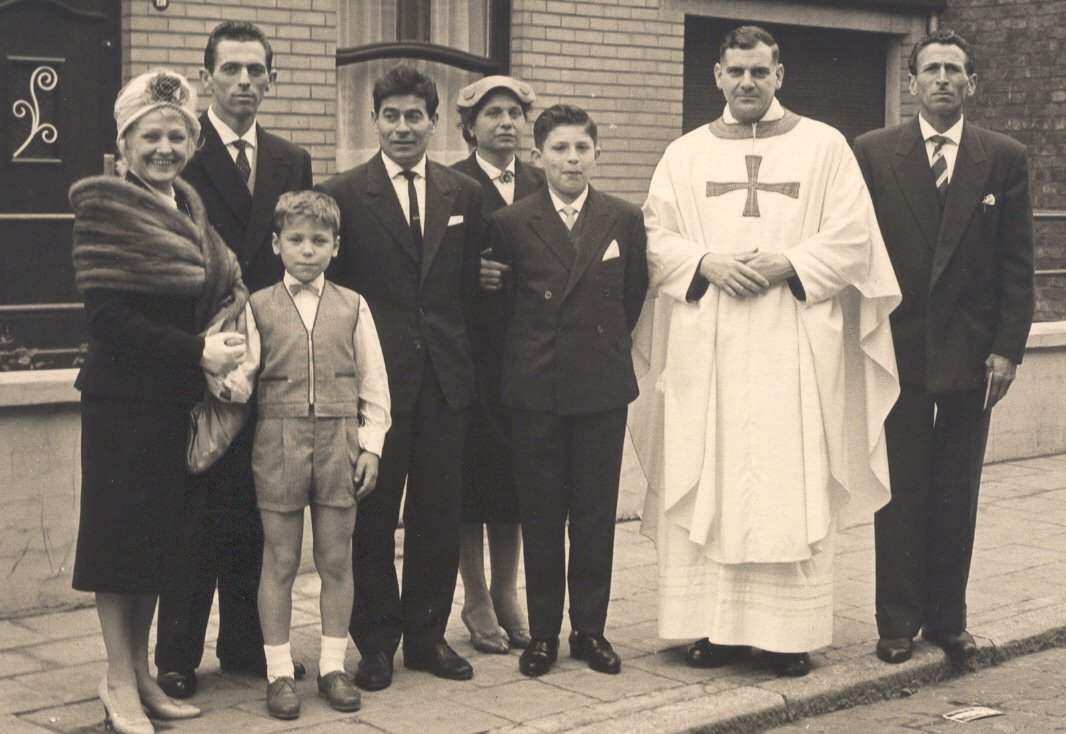
Jef Ulburghs en een groep Italianen in Grâce-Berleur

Jef Ulburghs vroeg monseigneur Van Zuylen, die later bisschop zou worden, hem te benoemen in een mijnwerkersbuurt.
In juni 1947 werd Jef Ulburghs tot priester gewijd. Tot 1962 was hij onderpastoor van de parochie Saint-Martin in Grâce-Berleur in het bisdom Luik, een grauwe rode wijk met mijnwerkers en staalarbeiders.
In 1962 werd hij, tegen zijn zin, aangesteld als aalmoezenier van de sociale werken in Seraing, waarvan het secretariaat zich vlak bij de ingang bevond van Cockerill-Sambre. Van 1962 tot 1969 was hij proost bij de christelijke arbeidersbeweging Mouvement Ouvrier Chrétien. Tezelfdertijd was hij onderpastoor van de parochie Assomption in Seraing.
Jef Ulburghs richtte een volkshogeschool voor arbeiders op en rondde in deze periode tevens verschillende opleidingen af. In 1968 behaalde hij een graduaat in de sociale- en de arbeidswetenschappen aan het Institut Supérieur de Culture Ouvrière, in 1969 een licentie in de catechesistische wetenschappen aan de Université Catholique de Louvain en in 1975 een licentie in de politieke en sociale wetenschappen aan de Katholieke Universiteit Leuven.

### Limburg
Na de oprichting van het nieuwe bisdom Hasselt riep bisschop Heusschen Ulburghs terug naar Limburg en werd hij van 1969 tot 1975 coördinator van de parochieraden van het bisdom Hasselt, secretaris van de Pastorale Raad en voorzitter van de diocesane commissie "Rechtvaardigheid en Vrede. 
Hij richtte in 1969 Gemeenschap & Ontwikkeling op, naar een concept van het Waalse Communauté et Développement, opgericht in 1968 te Luik. Het zag de volksontwikkeling als een van de wegen naar bevrijding. Paulo Freires benadering (Pedagogie van de onderdrukten, 1970) kreeg er Vlaamse impact mee, ook Ivan Illich (Deschooling Society, 1971) was een inspiratiebron. De naam Wereldscholen ontstond na 1970 toen de nadruk gelegd werd op de vorming van militanten enerzijds en de mogelijkheid voor mensen uit arbeidersmiddens om een universitair diploma te halen anderzijds, in 1973 zou hieruit Arbeidersuniversiteit ontstaan. In theorie zorgde Wereldscholen voor de vorming en Gemeenschap en Ontwikkeling voor de actie maar in de praktijk liepen beide door elkaar.
Begin 1970 stond Jef Ulburghs op de barricaden tijdens de grote mijnwerkersstaking. Zijn aanwezigheid tussen de stakers aan de fabriekspoorten bracht hem in aanvaring met zijn kerkelijke oversten en het ACV. Het conflict werd beslecht met een aanstelling als onderpastoor in Zwartberg. In die de periode stond Jef Ulburghs ook letterlijk op de barricaden tegen de aanleg van de toen in Limburg felomstreden autoweg A-24 (nu Noord-Zuid), waar hij met vertegenwoordigers van de milieubeweging samenwerkte in de stuurgroep van het A24-comité.
In 1971 trok Jef Ulburghs naar de internationale UNCTAD-Conferentie in het Chileense Santiago. Daar hield hij een hongerstaking en haalde de wereldpers. Hij klaagde in eigen land en internationaal de groeiende noord-zuidkloof aan.
In 1974 fuseerde Wereldscholen met het Centrum voor Vorming en Actie (CVA), ontstaan uit het afgescheurde linkse Jong-Davidsfonds.  Wereldscholen nam de volwassenenwerking op zich en CVA de jongerenwerking. De naam Gemeenschap en Ontwikkeling verdween. Tijdens het enige congres van Wereldscholen in 1975 werd de oorspronkelijke optie van een vormingsbeweging opnieuw gedefinieerd als democratisch basissocialisme. Vanaf 1975 verloor de nationale werking aan invloed ten voordele van de plaatselijke werking of basisgroepen en werden nog zelden nationale acties georganiseerd. Dit vertaalde zich in lokale vormen van vormingswerk (rond Derde Wereld, gastarbeiders, stadsproblematiek, vrouwenemancipatie, alcoholisme, vredesopbouw enz.), buurtwerk, gezondheidszorg, arbeiderswerking- en vorming, wereldwinkels. Enkel in Limburg bereikte de beweging ook de dorpen, elders beperkte ze zich tot één of twee steden.
In 1975 ging Jef Ulburghs aan de slag als priester-buurtwerker in Genk-Zwartberg, hetgeen hij zou blijven tot in 1982. Hij zette er zijn basiswerk voort. Zo lag hij in Genk en andere voormalige mijngemeenten in Limburg aan de basis van buurtwerkingen en huurderssyndicaten. Van 1975 tot 1984 was hij voorzitter van de vzw Buurtopbouwwerken in Genk. Tevens was hij van 1972 tot 1979 godsdienstleraar aan het Provinciaal Hoger Instituut voor Verpleegkunde in Hasselt.
Tijdens het hellingsweekend in 1979 werd Wereldscholen als een politieke animatiebeweging bestempeld. In de praktijk ging elke groep zijn eigen richting uit en bloedde Wereldscholen als nationale beweging dood. Eind 1983 werd Wereldscholen opgeheven.

### Politiek mandataris (1982-1995)
Gesteund en voluit aangemoedigd door zijn groeiende achterban besloot Jef Ulburghs begin jaren tachtig ook actief aan politiek te doen. Hij werd in het kader van Operatie-Doorbraak, een poging om sociaal-progressieve katholieken aan te trekken, onafhankelijk kandidaat op de SP-lijst werd hij met glans verkozen. Hij zetelde van 1982 tot 1989 in de gemeenteraad van Genk, waar hij de problemen van de mijnwerkersbuurten naar voor bracht. Hij kreeg het vaak aan de stok met toenmalig burgemeester Louis Gaethofs. Hij werd telkens aangemoedigd door buurtbewoners wiens problemen hij op tafel legde.
Toen hij de politiek inging kwam hij in een groot conflict met de kerkelijke hiërarchie. Een pastoor bij de socialisten, dat kon niet. Ulburghs kreeg verbod om nog de mis op te dragen in de kerk van Zwartberg.
Hij steunde de Genkse groepspraktijk Geneeskunde voor het Volk van de radicaal-linkse partij PvdA. Hij protesteerde arm in arm, op de eerste rij, samen met honderden patiënten tegen een zestigtal politieagenten met waterkanon, toen de deurwaarder, op last van de Orde van Geneesheren in 1984 de meubels wou komen opladen. Ook voerde hij meermaals actie tegen de aanwezigheid van Amerikaanse nucleaire raketten in Kleine-Brogel.
In 1984 kreeg Ulburghs een Doorbraak-strijdplaats aangeboden op de SP-lijst voor de verkiezing van het Europees parlement. Hij behaalde zijn zetel en was van 1984 tot 1989 lid van het Europees Parlement. Ulburghs was er lid van de commissie juridische zaken en burgerrechten (1984-1987), de commissie milieubeheer, volksgezondheid en consumentenbescherming (1987) en de commissie sociale zaken en werkgelegenheid (1987-1989).
In 1986 stapte hij mee in de eerste rij, met de mijnwerkers van Waterschei naar Winterslag. Hij vormde de stakersleiding samen met mijnwerkers Luc Cieters, Jan Grauwels, Antonio Venturo, Antonio De Simone, Franco Mirisola, dokter Harrie Dewitte e.a.
Na zijn mandaat in het Europees Parlement kreeg hij geen plaats meer op de SP-lijst. De partij riep de leeftijdsgrens in. Vervolgens werd Ulburghs door de groene partij Agalev aangezocht om voor hen politiek actief te worden. Met hem als lijsttrekker in de kieskring Hasselt-Tongeren-Maaseik veroverde de partij in oktober 1991 voor het eerst een senaatszetel in Limburg. Tot eind 1994 was hij rechtstreeks gekozen senator, waarna hij zich liet opvolgen door een vrouwelijke partijgenote. Naar gewoonte mocht hij als ouderdomsdeken de nieuw verkozen senaat even voorzitten tot de herbenoeming (bij de vorming van de nieuwe regering) van voorzitter Frank Swaelen. Daarnaast zetelde hij van 1992 tot 1993 in de commissie Sociale Aangelegenheden en van 1993 tot 1994 in de commissie Ontwikkelingssamenwerking.
```
In de periode januari 1992-eind 1994 had hij als gevolg van het toen bestaande dubbelmandaat ook zitting in de 
Vlaamse Raad
. De 
Vlaamse Raad
 was vanaf 21 oktober 1980 de opvolger van de 
Cultuurraad voor de Nederlandse Cultuurgemeenschap
, die op 7 december 1971 werd geïnstalleerd, en was de voorloper van het huidige 
Vlaams Parlement
. Hier was hij lid van de commissie Buitenlandse en Europese Aangelegenheden en ondervoorzitter van de werkgroep-Migranten.
```

Met zijn parlementaire wedde steunde hij diverse sociale projecten. In oktober 1994 werd hij voor Agalev nogmaals verkozen in de Genkse gemeenteraad. In 1995 nam hij afscheid van de actieve politiek.

### Na 1995

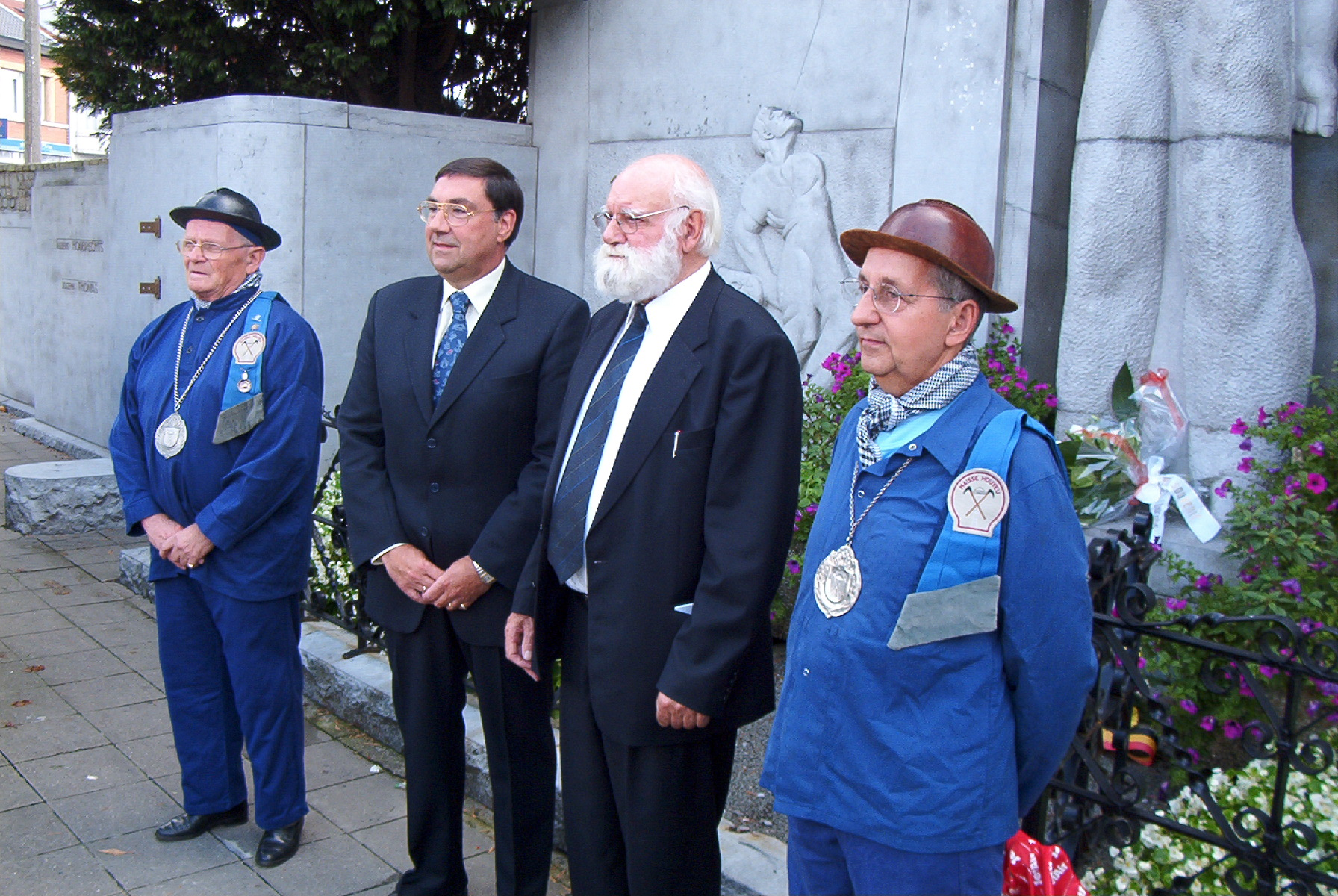
Jef Ulburghs door Waalse mijnwerkers gehuldigd en tot ereburger benoemd in Grâce-Hollogne

In 2002 werd de 80ste verjaardag van Jef Ulburghs gevierd in de vroegere mijn van Zolder. Op 25 augustus 2002 werd hij in Grâce-Hollogne benoemd tot ereburger.
In 2005, op 83-jarige leeftijd, behaalde Ulburghs nog een doctoraat in de politieke wetenschappen aan de Université catholique de Louvain met een proefschrift over de subsidiariteit in een Europese context.
De laatste jaren was Ulburghs regelmatig te vinden op Gran Canaria waar hij af en toe de Nederlandstalige eucharistievieringen verzorgde, samen met kompaan en koster Jan van der Hoeven. Hij gaf toe dat dit uitzonderlijk was voor iemand die gezworen had nooit en te nimmer op vakantie te gaan, volgens hem een toppunt van burgerlijkheid. Het waren de mijnwerkers die hem hadden overgehaald om eens mee te gaan skiën. En zo kwam het ook nog tot Gran Canaria. Een mens is niet altijd logisch gebouwd, vond hij op zijn 85ste.
Na een kortstondige ziekte overleed Jef Ulburghs in familiale kring.

## Nalatenschap
Jef Ulburghs heeft het huis waarin hij samen met zijn zuster Jeanne woonde, nagelaten aan de stichting Solidariteit Jef en Jeanne Ulburghs v.z.w., beheerd door familie en vrienden.
Omvangrijke bestanden over zijn sociale en politieke activiteiten had hij de gedurende zijn laatste levensjaren stelselmatig overgedragen aan KADOC, het Documentatie- en Onderzoekscentrum voor Religie, Cultuur en Samenleving, van de Katholieke Universiteit Leuven. Kort voor zijn overlijden vertrouwde hij historische kleinoden toe als de dagboeken die hij schreef in zijn seminarietijd (1945-1947), evenals zijn persoonlijke memoires. Het zestig strekkende meter archief werd integraal ontsloten en geeft naast inzicht in drijfveren en activiteiten van Jef Ulburghs, tevens een tijdsbeeld van ruim een halve eeuw vol ingrijpende politieke, maatschappelijke en religieus-kerkelijke evoluties. In samenwerking met Solidariteit Jef en Jeanne Ulburghs v.z.w. valoriseert KADOC het archief wetenschappelijk.

## Uitvaart en herdenkingen

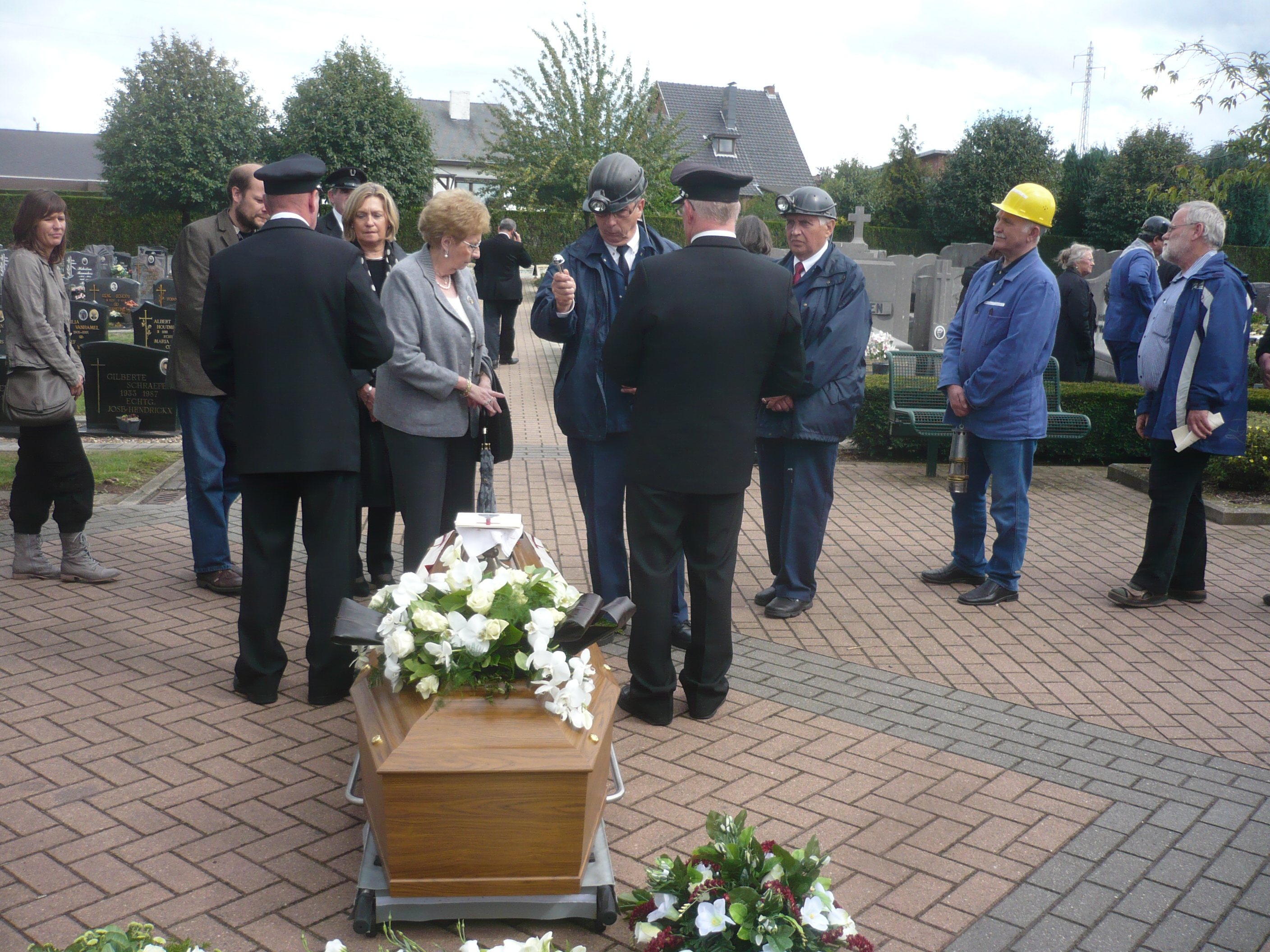
Ex-mijnwerkers brengen laatste groet

De uitvaart op 8 september 2010 was een kleurrijk gebeuren, ex-mijnwerkers en migranten uit Limburg en het Luikse, Afrikanen in typische klederdracht, vertegenwoordigers van Azië, basiswerkers, mensen uit de vredes-, milieu- en derdewereldbeweging en veel gewone mensen. Talrijke politici waren aanwezig, onder meer:
- Groen: voorzitter Limburg Johan Danen, voormalige nationale voorzitters Mieke Vogels en Jos Geysels, voorzitter Groen Plus Hugo Van Dienderen;
- sp.a: Vlaams minister Ingrid Lieten, minister van staat Willy Claes, voormalig voorzitter en minister Frank Vandenbroucke, voormalig voorzitter en Antwerps burgemeester Patrick Janssens;
- CD&V: Genks burgemeester Wim Dries en voormalig burgemeester Jef Gabriels;
- N-VA: voorzitter van het Vlaams Parlement Jan Peumans;
- VLD: voormalig minister Marino Keulen.

De Zolderse Sint-Vincentiuskerk was te klein, een videoscherm werd opgesteld in de naburige harmoniezaal. Twee generaties van de familie en Erwin De Bruyn en Flor Orij van de stichting Solidariteit Jef Ulburghs namen afscheid en getuigden over de betekenis die Jef Ulburghs voor hen had. Pastoor Olav Vandebril leidde de dienst samen met zes priesters, waarbij een Italiaanse en Franstalige die de aanwezigen in deze talen begroetten. De Limburgse bisschop Patrick Hoogmartens zat in het koor en sprak het afscheidsgebed uit.
Daags na de uitvaart werd in Grâce-Hollogne een herdenkingsplechtigheid gehouden in de vroegere parochie waar Jef Ulburghs 15 jaar pastoor was. Op 12 september ten slotte werd een plechtigheid gehouden in de Onze-Lieve-Vrouwkerk van Lindeman (Zolder), waar Jef Ulburghs wekelijks de mis opdroeg voor de Italiaanse gemeenschap.
Op 16 september 2010 besliste de gemeenteraad van Genk over nieuwe straatnamen. Een Jef Ulburghsstraat werd toegekend aan een straat in de buurt van Genk-Waterschei, dicht bij een van de vroegere mijnsites. Op 31 augustus 2012, de tweede verjaardag van zijn overlijden, werd onder grote belangstelling de Jef Ulburghsstraat plechtig ingehuldigd. Ook in Grâce-Hollogne is er een Rue Jef Ulburghs.

## Citaten
Over zijn keuze voor een mijnwerkersparochie: Wij, seminaristen, leefden in de ban van de Franse priesters-arbeiders. Wij wilden Chinees zijn met de Chinezen, arbeider zijn met de arbeiders, jood met de joden, migrant met de migranten. Zo zegden wij dat. Voor mij werd het Berleur, het soort wijk waar een jonge priester het nooit lang volhield.
Over Wallonië citeert hij een van zijn brieven: Wallonië heeft me gemaakt wie ik ben, Wallonië heeft me tot leven gewekt. Dikwijls waren de mensen in Berleur halfanalfabeet, maar ze hebben mij het leven leren lezen en schrijven, eraan toevoegend: Volstaat dat als liefdesverklaring?
Over de PS in Wallonië: Ik heb in mijn jaren in Wallonië vooral het socialisme aan het werk gezien. Ik kon mij met dit socialisme niet identificeren. Ik heb daar de PS-staat leren kennen. Die staat is gebaseerd op cliëntelisme, ook vandaag nog. De Parti Socialiste is een netwerk, een verstard netwerk, dat sociale en economische problemen politiek vertaalt, en politiek gebruikt. De PS heeft zich in de macht geïnstalleerd, en geraakte onderweg het contact met de basis kwijt. Zij zijn op zichzelf gericht, op het behoud van wat zij hebben. Zij zeggen: na ons de zondvloed. Zij misbruiken de Belgische staat. Vooral Wallonië is geen gelijkheidsmaatschappij, maar een PS-maatschappij. Daarom meen ik dat de redding van Wallonië van het MOC moet komen, het Mouvement Ouvrier Chrétien, het enige tegenwicht voor de PS. Het MOC kan dat, heeft met Louvain-la-Neuve en Namen voldoende intellect in huis, en het MOC bleef altijd afstand houden van de PS. Jammer dat de Groenen zo weinig sociale reflexen hebben. Zij moeten daaraan werken. Maar het MOC moet Wallonië redden, met of zonder de PSC, maar zonder de PS.
Jef Ulburghs verwoordde zijn engagement: De christelijke god kan je alleen maar ontdekken in de gelaatsuitdrukking van de lijdende, strijdende en hopende mens. Het lijden van Christus herhaalt zich elke dag opnieuw in de vernederingen en het onrecht waarvan de onderdrukte mens het slachtoffer wordt en waartegen hij zich verzet.
Hij droeg samen met de mijnwerkers de boodschap In de mijn is iedereen zwart uit.

### Boeken van Jef Ulburghs
- 1973 - Wegen naar bevrijding (met Frans Swartelé), uitg. De Nederlandsche Boekhandel, Kapellen, ISBN 90 289 9887 X
- 1974 - Pédagogie de la libération
- 1977 - De pedagogie van het basis-socialisme
- 1978 - Wegen naar zelfbeheer, uitg. Kritak, Leuven, ISBN 90 6303 019 3
- 1979 - Pour une pédagogie de l'autogestion. Manuel de l'animateur de base, uitg. Les Éditions Ouvrières, Paris, ISBN 2 87003 143 2
- 1985 - Leven tussen twee vuren, uitg. Kritak, Leuven, ISBN 90 6303 139 4
- 1987 - Doorbreken! Het historisch misverstand
- 1989 - De zuilen van de tempel, uitg. BOEK, Zonhoven, ISBN 90 5232 025 X
- 1996 - De eeuwige rebel, uitg. Scoop, Groot-Bijgaarden, ISBN 90 5312 062 9
- 2000 - Kosova, van waanzinnige oorlog tot onmogelijke verzoening, dagboek van een bewogen reis, uitg. Europa-Huis v.z.w., Genk (geen ISBN)
- 2000 - Etapes, uitg. Wolters Plantyn, Deurne
- 2004 - Culturen zonder muren, Uitg. Concentra Media, Hasselt, ISBN 90 76322 45 7.
Over het Limburgse integratieproces. Aan de hand van 90 gesprekken worden de maatschappelijke en sociale context van het mijngebeuren en de wisselwerking tussen politiek, godsdienst en integratie geschetst.[20]
- 2004 - Le principe de subsidiarité dans l'unification de l'Europe, uitg. UCL
- 2006 - De Kluis van Bolderberg en haar geheimen, utg. Stichting Jef Ulburghs - Europahuis, Genk, ISBN 90 78190 39 6.
De opbrengst (4.000 euro) ging naar de verdere restauratie van de Kluis van Bolderberg.[21]
- 2007 - De Europese Droom. Subsidiariteit het geheim van het Europese succes, uitg. Stichting Jef Ulburghs - Europahuis, Genk, ISBN 978 90 8861051 6

### Boeken over Jef Ulburghs
- Bart Demyttenaere, Tedere dwarsligger. De negen levens van Jef Ulburghs, uitgeverij Van Halewyck, 2011, ISBN 978 94 6131 034 7; in 25 dieptegesprekken wordt de ziel van Jef Ulburghs ontbloot.